# 11253 Mesyats
11253 Mesyats eller 1976 UP2 är en asteroid i huvudbältet som upptäcktes den 26 oktober 1976 av den ryska astronomen Tamara Smirnova vid Krims astrofysiska observatorium på Krim. Den har fått sitt namn efter Gennadij Andreevich Mesyats.